# Lenard-Fenster
Ein Lenard-Fenster ist eine mittels einer dünnen Aluminium-Folie abgedeckte Öffnung im Glas einer  Kathodenstrahlröhre, die von Elektronen passiert werden kann. Benannt ist es nach dem deutschen Physiker Philipp Lenard, der für seine Grundlagenforschung auf dem Gebiet der Kathodenstrahlen den Nobelpreis für Physik erhielt.

## Hintergrund
Lenard konnte mit einem Kathodenstrahlrohr und der Aluminium-Folie mit der Dicke von 5 µm, was ca. 10.000 Atomschichten entspricht, nachweisen, dass Atome für Elektronen nicht undurchdringlich sind. Der Kathodenstrahl wird im normalerweise komplett von Glas umschlossenen Vakuum der Entladungsröhre erzeugt, wobei das Glas für die Elektronen undurchdringbar ist. Durch das Lenard-Fenster kann der Elektronenstrahl jedoch in eine Gas-Atmosphäre gelangen und zur Durchführung von Streuexperimenten genutzt werden.
Lenard konnte somit den Stoß von Elektronen mit Atomen der Folie und der Gase außerhalb des Kolbens untersuchen und dabei den Einfluss der Versuchsparameter Foliendicke, Folienmaterial, Druck und Zusammensetzung des Umgebungsgases sowie Abstand zwischen Folie und Detektor ermitteln. Das Ergebnis war, dass Masse und Ladung innerhalb von Atomen nicht gleichmäßig, sondern „körnig“ verteilt sind. Diese Erkenntnis stand im Widerspruch zum Thomsonschen Atommodell und in Übereinstimmung mit dem später entwickelten Atommodell nach Rutherford.